# Castell (motorfiets)
Castell is een Brits historisch motorfietsmerk. De bedrijfsnaam was Castell & Sons, Kentish Town, London.
In 1903 maakte dit bedrijf zijn eerste motorfietsen, waarin Minerva- en Saroléa-blokken zaten. Het waren tamelijk eenvoudige modellen, die al wel een wiegframe hadden en riemaandrijving naar het achterwiel. In 1904 verscheen een "Ladies Tricycle" met twee voorwielen. De motor lag vlak achter de vooras en dreef het achterwiel via een zeer lange ketting aan. In dat jaar verdween het merk van de markt.